# Награде Удружења спортских новинара Београда
Награде Удружења спортских новинара Београда
Удружење спортских новинара Београда (УСНБ) сваке године додељује већи број различитих награда:

### Најбољи спортиста Београда
- за 2006. годину проглашен је ватерполиста „Партизана“ Филип Филиповић

### Награда за писану реч – „Златно перо“
- за 2006. годину је проглашен новинар „Вести“ Милан Пашић

### Награда „Златна камера“
- за 2006. годину награду су добили Сретен Јефтић и Драган Лапчевић

### Награда за говорну реч – „Златни микрофон“
- за 2006. годину – Гојко Андријашевић, фудбалски коментатор РТС-а

### Награда за ексклузивну вест
- за 2006, добио је новинар „Спорта“ Миливоје Томовић

### Награда за најбољу фотографију
- за 2006. годину – жири ће одлучити накнадно

### Награда за животно дело
- за 2006. годину добитник је редитељ РТС-а Вујадин Вујовић.

### Награда за најбољу телевизијску емисију
- за 2006. годину поново је добитник Вујадин Вујовић

### Награда за уређивачки подухват године
- за 2006. годину аутор књиге „Енциклопедија фудбала“ – Зоран Шећеров

### Специјално признање
- за 2006. годину – за коментар „Цена једне бакље“ – Слободан Петровић

### Специјална новинарска признања
- за 2006. годину су припала новинару „Спорта“ – Предрагу Живковићу, новинару „Спортског журнала“ Дејану Стевовићу и светској првакињи у Аикидоу Ани Врачарић

### Посебно признање УСНБ
- за 2006. годину – за сарадњу и развој спортског новинарства – градоначелнику Београда Ненаду Богдановићу и Градском центру за физичку културу.